# Azerbeidzjan op het Eurovisiesongfestival

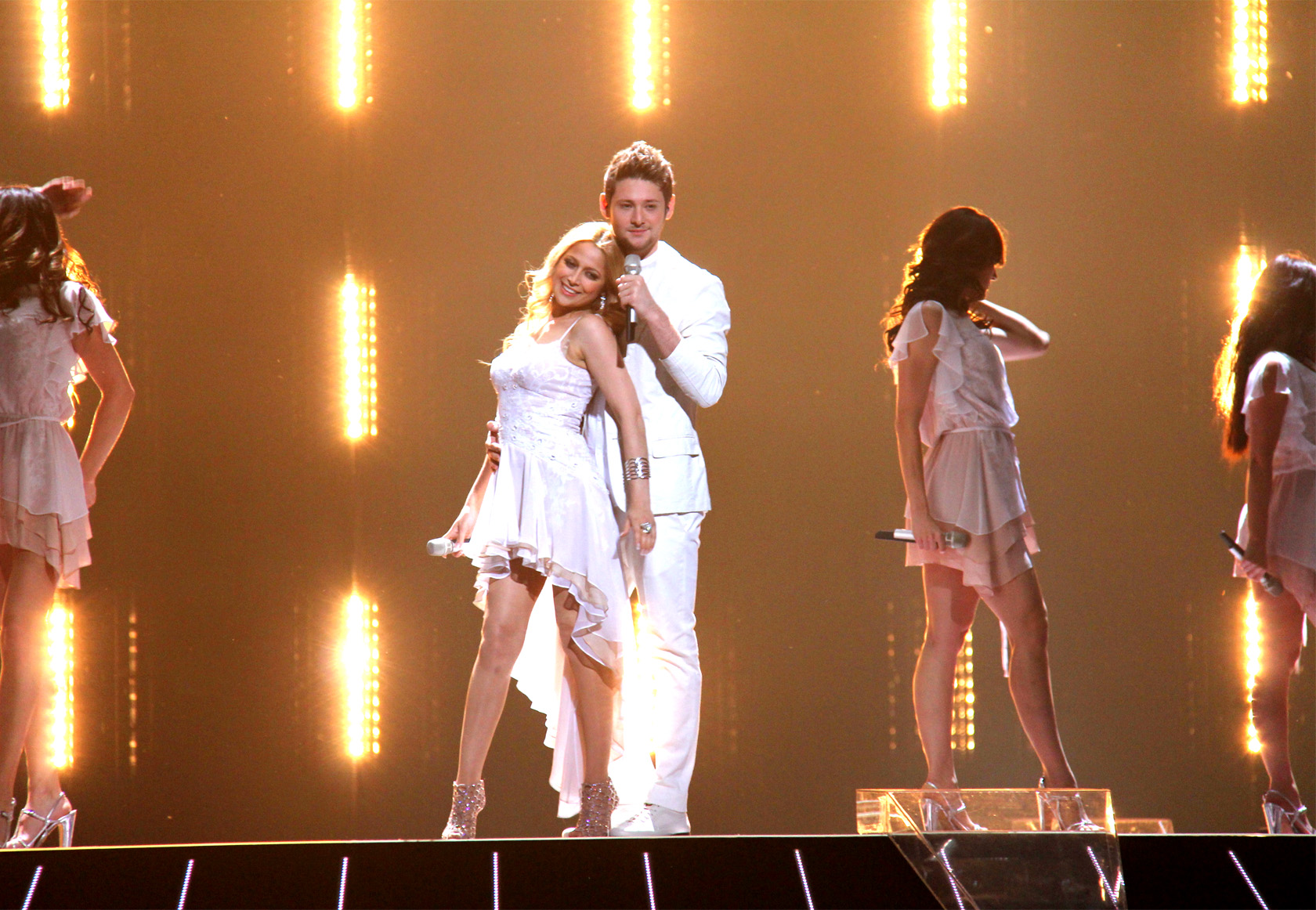
Ell & Nikki in Düsseldorf (2011)

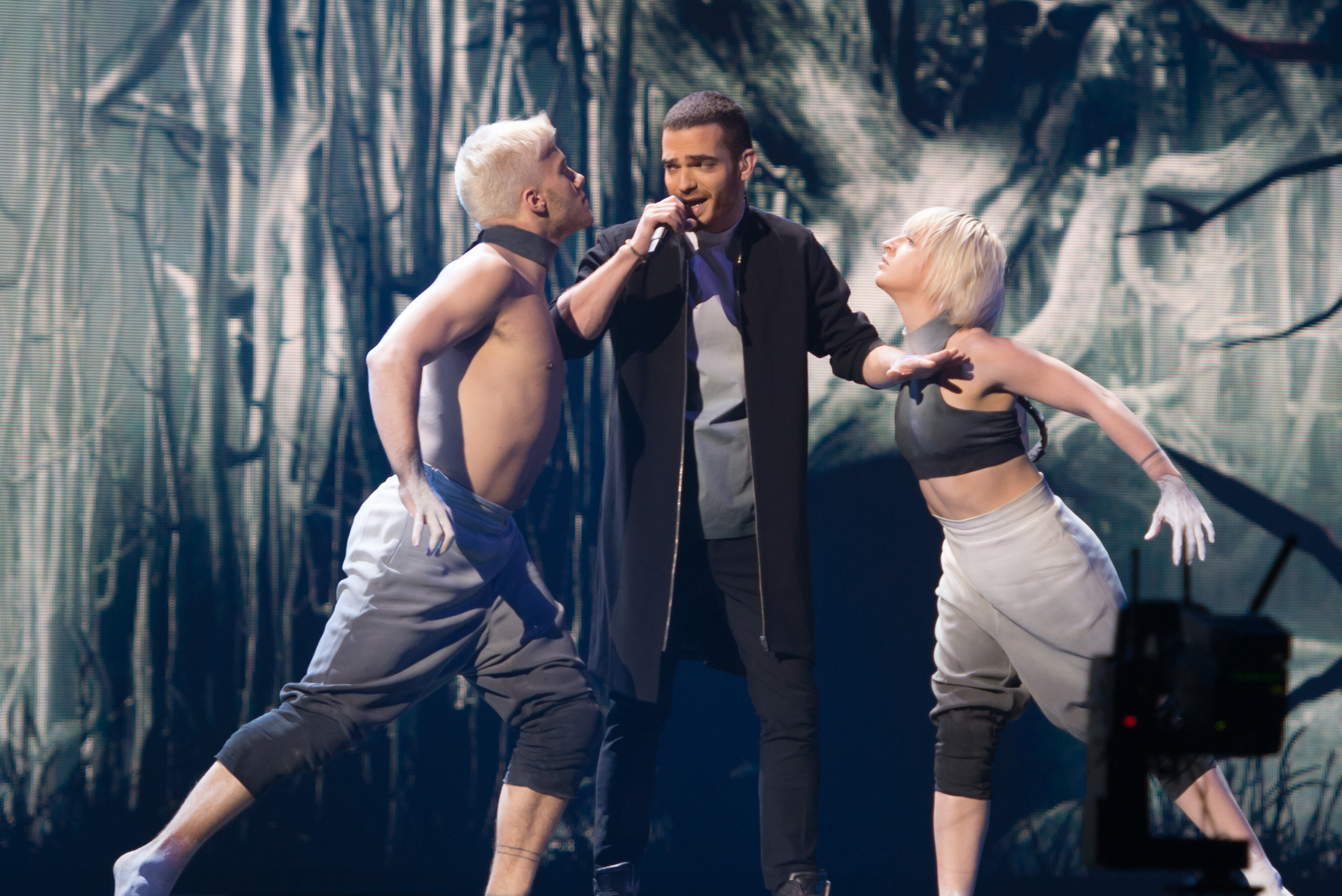
Elnur Hüseynov in Wenen (2015)

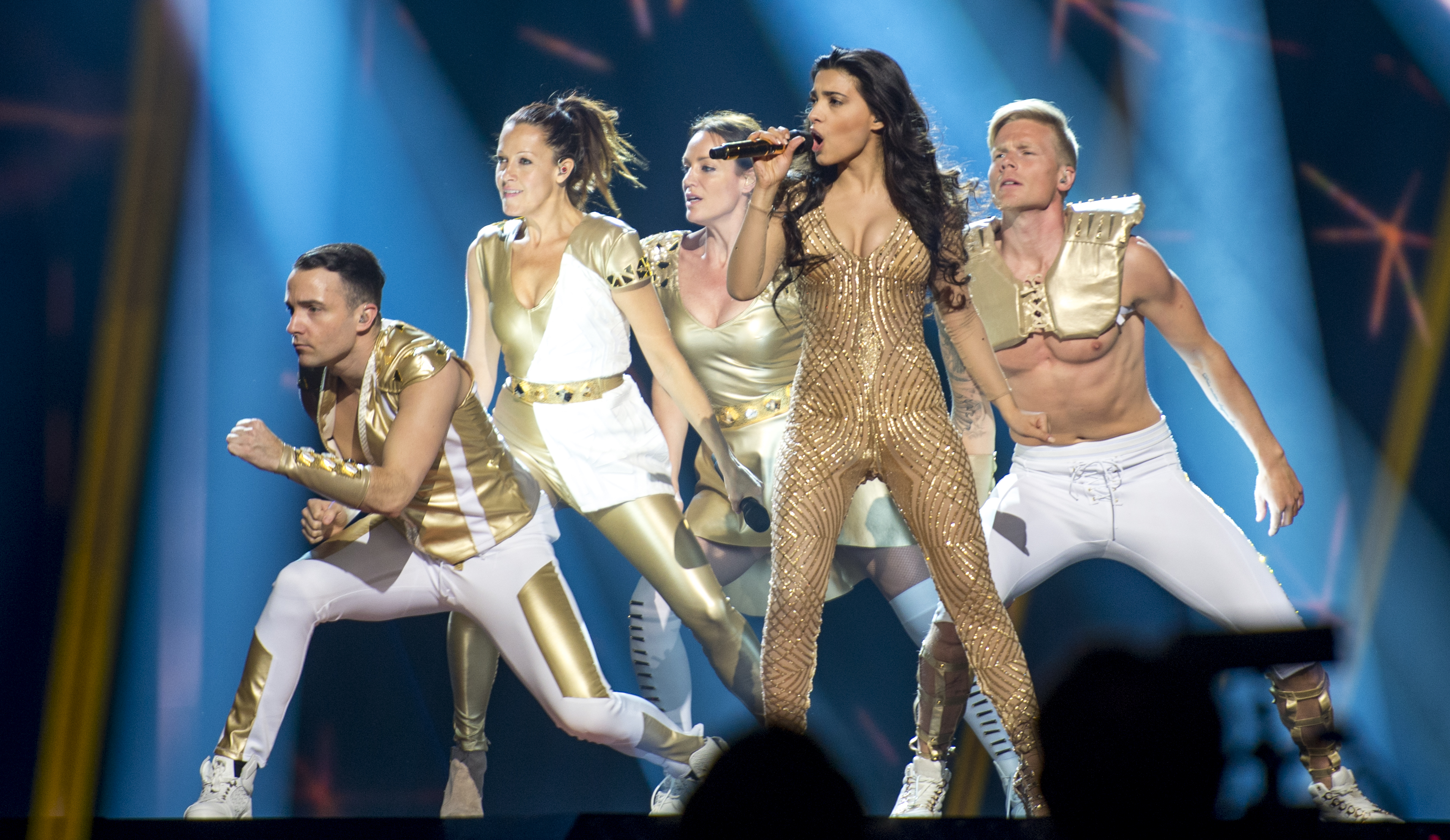
Səmra Rəhimli in Stockholm (2016)

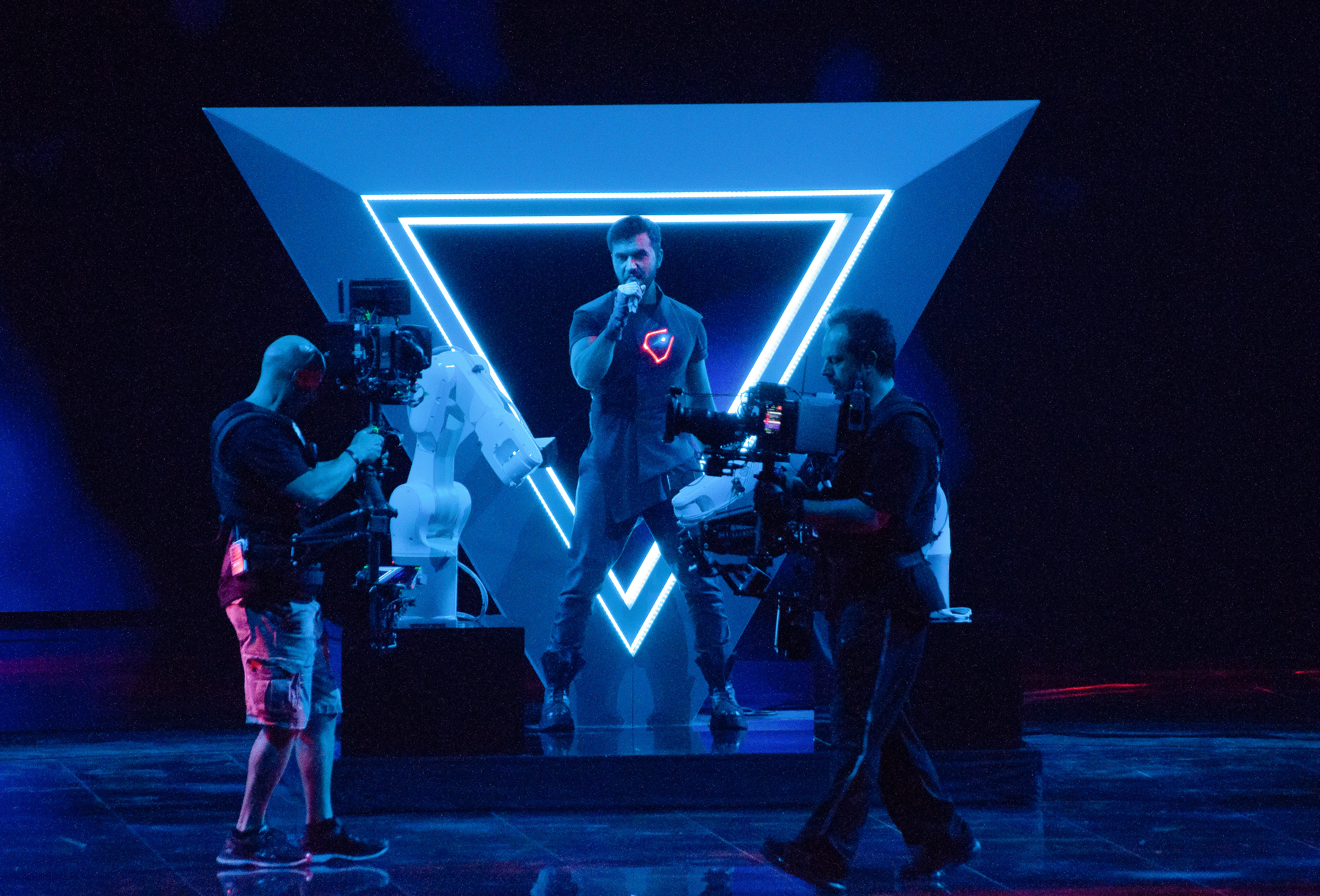
Chingiz in Tel Aviv (2019)

Azerbeidzjan doet sinds 2008 mee aan het Eurovisiesongfestival. In totaal heeft het land nu 17 keer aan de zangwedstrijd deelgenomen.

## Geschiedenis

### Debuut
Azerbeidzjans interesse in het Eurovisiesongfestival werd gewekt nadat buurland Armenië in 2006 zijn songfestivaldebuut had gemaakt met de oorspronkelijk in Azerbeidzjan geboren zanger André. Toen een jaar later ook Georgië debuteerde, kon Azerbeidzjan niet achterblijven en diende de publieke omroep AzTv een aanvraag in om lid worden van de EBU. Het lidmaatschap werd niet direct toegekend. Op een vergadering van de EBU in 2007 werd besloten dat Azerbeidzjan geen volwaardig Eurovisielid kon worden aangezien AzTV niet geheel onafhankelijk was van de Azerbeidzjaanse staat. Dit is een voorwaarde om volwaardig lid te kunnen zijn van de EBU. Azerbeidzjan reageerde hierop door een nieuwe aanvraag tot lidmaatschap in te dienen, maar ditmaal door de tweede publieke omroep van het land, Azerbaijan Public Television. Deze omroep werd wél toegelaten tot de EBU. Hierdoor was het voor Azerbeidzjan mogelijk om aan het Eurovisiesongfestival 2008 deel te nemen.

### 2008-2010: een succesvolle start
Azerbeidzjan had al met zijn eerste inzending succes. Met een extravagante act werd een plaats in de finale behaald waarna het land uiteindelijk op de achtste plaats eindigde. Een jaar later, bij het Eurovisiesongfestival 2009, waren AySel & Arash nog succesvoller; zij behaalden met het lied Always in Moskou de derde plaats.
In 2010 werd zangeres Safura Alizadeh voor de Azerbeidzjanen naar Oslo gestuurd. Haar nummer Drip drop werd gezien als een kanshebber op de eindoverwinning en zowel de artieste als lied werden hevig gepromoot. Safura kwalificeerde zich voor de finale en werd vijfde.

### 2011: winst
In 2011 werd het duo Ell & Nikki voor Azerbeidzjan naar Düsseldorf afgevaardigd met het nummer Running scared. De eerste halve finale werd met een tweede plaats achter Griekenland glansrijk doorstaan, waarna de inzending in de finale als een van de kanshebbers op de eindoverwinning werd gezien. Uiteindelijk maakten Ell & Nikki de favorietenrol ook waar, in de finale kregen ze 221 punten, voldoende om de eerste overwinning van Azerbeidzjan te kunnen opeisen. De zege zorgde voor feest en vreugde in heel Azerbeidzjan.

### 2012-heden
Door de overwinning mocht Azerbeidzjan in 2012 het Eurovisiesongfestival organiseren. Als locatie werd gekozen voor de Crystal Hall in de hoofdstad Bakoe. Voor Azerbeidzjan zelf trad Sabina Babayeva aan die het lied When the music dies naar de vierde plaats zong. In 2013 kwam het land dicht bij een nieuwe overwinning, Farid Mammadov werd in Malmö tweede met 234 punten, net onder de Deense winnares Emmelie de Forest.
In 2014 kreeg Azerbeidzjan voor het eerst te maken met een zeer mager resultaat, zangeres Dilarə Kazımova wist zich vanuit de halve finale nog wel te kwalificeren maar eindigde daar teleurstellend op de 22ste plaats. Dit was de eerste keer dat Azerbeidzjan buiten de top 10 belandde. Ook de jaren daarna waren voor Azerbeidzjan vrij mager. In 2015 behaalde Elnur Hüseynov met het lied Hour of the wolf een 12de plaats, in 2016 een 17de plaats met het liedje Miracle van Səmra Rəhimli en een 14de plaats in 2017 met liedje Skeletons van Diana Hacıyeva. Het historisch dieptepunt werd echter in 2018 bereikt toen Azerbeidzjan voor de eerste keer in de geschiedenis van het songfestival de finale niet haalde. De zangeres Aysel Məmmədova behaalde in haar halve finale een 11de plaats met het liedje X my heart en greep zo net naast een ticket voor de finale.
In 2019 behaalde Azerbeidzjan voor het eerst in zes jaar weer een top 10-plaats, toen Chingiz achtste werd met het nummer Truth. In 2021 kon Efendi dit niet bestendigen: ze haalde de finale, maar werd daarin twintigste. Nadir Rüstəmli werd in 2022 zestiende, in 2023 werd het duo TuralTuranX veertiende in de eerste halve finale, het slechtste resultaat voor Azerbeidzjan tot nu toe.

## Het succes van Azerbeidzjan
Azerbeidzjan zal vanwege haar strategische locatie bij Europa eenvoudig op een flink aantal stemmen kunnen blijven rekenen, onder andere van Georgië en Rusland. Met Armenië is Azerbeidzjan echter op het Songfestival ook geen vrienden, veel punten worden er tussen deze twee landen niet uitgewisseld. In 2010 kreeg Azerbeidzjan een boete van 2.700 euro toen de omroep kijkers verhinderde om op Armenië te stemmen. Armenië zag af van deelname toen het Eurovisiesongfestival van 2012 in Azerbeidzjan plaatsvond. In 2013 voerde de EBU een onderzoek naar geruchten van omkopen. In Litouwen zou een filmpje zijn opgedoken waarop te zien was hoe Russisch sprekende mannen Litouwse studenten benaderden om op Azerbeidzjan te stemmen. Hiervoor zouden ze 20 euro krijgen. De EBU legde nooit een sanctie op.

## Azerbeidzjaanse deelnames
| Jaar | Artiest                     | Titel               | Fin. | Ptn. | Semi | Ptn. | Taal                     |
| ---- | --------------------------- | ------------------- | ---- | ---- | ---- | ---- | ------------------------ |
| 2008 | Elnur & Samir               | Day after day       | 8    | 132  | 6    | 96   | Engels                   |
| 2009 | AySel & Arash               | Always              | 3    | 207  | 2    | 180  | Engels                   |
| 2010 | Səfurə Əlizadə              | Drip drop           | 5    | 145  | 2    | 113  | Engels                   |
| 2011 | Ell & Nikki                 | Running scared      | 1    | 221  | 2    | 122  | Engels                   |
| 2012 | Səbinə Babayeva             | When the music dies | 4    | 150  | X    | X    | Engels                   |
| 2013 | Fərid Məmmədov              | Hold me             | 2    | 234  | 1    | 139  | Engels                   |
| 2014 | Dilarə Kazımova             | Start a fire        | 22   | 33   | 9    | 57   | Engels                   |
| 2015 | Elnur Hüseynov              | Hour of the wolf    | 12   | 49   | 10   | 53   | Engels                   |
| 2016 | Səmra Rəhimli               | Miracle             | 17   | 117  | 6    | 185  | Engels                   |
| 2017 | Dihaj                       | Skeletons           | 14   | 120  | 8    | 150  | Engels                   |
| 2018 | Aysel Məmmədova             | X my heart          | X    | X    | 11   | 94   | Engels                   |
| 2019 | Chingiz                     | Truth               | 8    | 302  | 5    | 224  | Engels                   |
| 2021 | Efendi                      | Mata Hari           | 20   | 65   | 8    | 138  | Engels                   |
| 2022 | Nadir Rustamli              | Fade to black       | 16   | 106  | 10   | 96   | Engels                   |
| 2023 | TuralTuranX                 | Tell me more        | X    | X    | 14   | 4    | Engels                   |
| 2024 | Fahree feat. İlkin Dövlətov | Özünlə apar         | X    | X    | 14   | 11   | Engels en Azerbeidzjaans |
| 2025 | Mamagama                    | Run with u          | X    | X    | 15   | 7    | Engels                   |

| Kleur | Betekenis      |
| ----- | -------------- |
|       | Eerste plaats  |
|       | Tweede plaats  |
|       | Derde plaats   |
|       | Laatste plaats |
|       | Gastland       |

## Festivals in Azerbeidzjan
| Jaar | Plaats | Zaal              | Presentatoren                                        |
| ---- | ------ | ----------------- | ---------------------------------------------------- |
| 2012 | Bakoe  | Baku Crystal Hall | Leyla Əliyeva, Nərgiz Birk-Petersen en Eldar Qasımov |

## Punten
Periode 2008-2025. Punten uit de halve finales zijn in deze tabellen niet meegerekend.
| Plaats | Land     | Punten |
| ------ | -------- | ------ |
| 1      | Oekraïne | 170    |
| 2      | Rusland  | 121    |
| 3      | Israël   | 113    |
| 4      | Italië   | 85     |
| 5      | Zweden   | 66     |

| Plaats | Land     | Punten |
| ------ | -------- | ------ |
| 1      | Rusland  | 124    |
| 2      | Georgië  | 119    |
| 3      | Moldavië | 103    |
| 4      | Oekraïne | 99     |
| 5      | Malta    | 75     |

### Twaalf punten gegeven aan Azerbeidzjan
| Aantal | Land        | Wanneer                      |
| ------ | ----------- | ---------------------------- |
| 5      | Turkije     | 2008, 2009, 2010, 2011, 2012 |
| 4      | Malta       | 2010, 2011, 2012, 2013       |
| 4      | Rusland     | 2011, 2013, 2019 (j+t)       |
| 2      | Bulgarije   | 2010, 2013                   |
| 2      | Georgië     | 2013, 2017 (t)               |
| 2      | Griekenland | 2013, 2022 (j)               |
| 2      | Hongarije   | 2008, 2013                   |
| 2      | Litouwen    | 2012, 2013                   |
| 2      | Oekraïne    | 2010, 2012                   |
| 1      | Israël      | 2013                         |
| 1      | Italië      | 2017 (j)                     |
| 1      | Montenegro  | 2013                         |
| 1      | Oostenrijk  | 2013                         |
| 1      | Portugal    | 2017 (j)                     |
| 1      | San Marino  | 2014                         |
| 1      | Servië      | 2022 (j)                     |
| 1      | Spanje      | 2022 (j)                     |
| 1      | Tsjechië    | 2015                         |

(j) = vakjury; (t) = televoting

### Twaalf punten gegeven door Azerbeidzjan
(Vetgedrukte landen waren ook de winnaar van dat jaar.)
| Jaar | Land          | Jaar | Land                                 |
| ---- | ------------- | ---- | ------------------------------------ |
| 2008 | Turkije       | 2017 | Wit-Rusland (j) Bulgarije (t)        |
| 2009 | Turkije       | 2018 | Albanië (j) Israël (t)               |
| 2010 | Turkije       | 2019 | Rusland (j+t)                        |
| 2011 | Oekraïne      | 2021 | Rusland (j) Israël (t)               |
| 2012 | Turkije       | 2022 | Verenigd Koninkrijk (j) Oekraïne (t) |
| 2013 | Oekraïne      | 2023 | Israël (j+t)                         |
| 2014 | Rusland       | 2024 | Zwitserland (j) Kroatië (t)          |
| 2015 | Rusland       | 2025 | Israël (j+t)                         |
| 2016 | Rusland (j+t) |      |                                      |

(j) = vakjury; (t) = televoting

2008 · 2009 · 2010 · 2011 · 2012 · 2013 · 2014 · 2015 · 2016 · 2017 · 2018 · 2019 · 2020 · 2021 · 2022 · 2023 · 2024 · 2025